# Дагпо Кагю
Понятието Дагпо Кагю обхваща будистките школи в тибетския будизъм, които произлизат от Гампопа (1079 – 1153) или както още е известен Дагпо Ладже (от тибетски „лекарят от Дагпо“). Това, което е достигнало като институционализирани школи до наше време са Карма Кагю, Друкунг Кагю и Друкпа Кагю. Почти всички учения и тантрични приемствености на останалите школи през вековете са се прелели главно в тези три независими школи.
В по-тесен смисъл терминът Дагпо Кагю е използван за да обозначи приемствеността на собствения манастир на Гампопа Дакла Гампо. Тази линия преминава през племенника на Гампопа Дагпо Гомцул, а друг важен лама е Дагпо Таши Намгял (1511 – 1587).

## Линията Дагпо Кагю
След Гампопа се оформили „Четирите големи“ и „Осемте по-малки“ линии на школата.

### Четирите големи школи
- Цалпа Кагю основана от Жанг Юдракпа
- Карма Камцанг по-известна като Карма Кагю основана от първия Кармапа Дюсум Кхиенпа
- Баром Кагю, основана от Баромпа Дарма Уангчук
- Пхагдру Кагю, основана от Пхагмо Друпа Дордже Гялпо

### Осемте по-малки школи
Тези осем подшколи произлизат от Пхагдру Кагю и са основано от главните ученици на Пхагмо Друпа и техните непосредствени приемници:
- Дрикунг Кагю основана от Дрикунг Кьобпа Джиктен Гьонпо Ринчен Пал (1143 – 1217)
- Лингре Кагю основана от Лингрепа Пема Дордже (1128 – 1188)
- Марцанг Кагю основана от Марпа Друбтоб Шераб Йеше, основал манастира Шо
- Шугсеб Кагю
- Таклунг Кагю основана от Таклунг Тангпа Таши Пал (1142 – 1210).
- Тропху Кагю основана от Гял Ца Ринчен Гон (1118 – 1195) и Кунден Репа (1148 – 1217). Линията е развита от техния племенник Тропху Лоцава.
- Ябзанг Кагю
- Йелпа Кагю основана от Друтоб Йеше Цегпа.

### Друкпа Кагю
Обикновено Друкпа Кагю не се включва в бройката на основните и по-малките школи. Тя е основана от ученика на Лингрепа Цангпа Гяре (1161 – 1211). Неговото пето прераждане и съответно осемнадесети наследник – държател на линията Нгаванг Намгял (1594 – 1651), впоследствие титулуван като първи Жабдрунг Ринпоче основава държавата Бутан и установява южната Друкпа традиция като официална религия.